# François Flückiger
François Flückiger é um cientista da computação.
Em 2013 foi induzido no Internet Hall of Fame.

## Obras
- Understanding Networked Multimedia